# Aquis Segeste
Pour les articles homonymes, voir Aquae Segetae.
 (16 août 2025).
Aquis Segeste, selon la mention de la table de Peutinger, est une agglomération secondaire situé à Sceaux-du-Gâtinais dans le département du Loiret et la région Centre-Val de Loire.
L'élément dont les vestiges sont au XXIe siècle les plus imposants et un sanctuaire de source du Haut-Empire romain développé à partir d'un lieu de culte gaulois préexistant. Outre ce sanctuaire, la parure monumentale de la cité comprend également un théâtre, des thermes et au moins un fanum. Ces monuments voisinent avec des îlots résidentiels qui couvrent sans doute plus d'une dizaine d'hectares. L'agglomération est occupée jusqu'à la fin du IVe siècle, après quoi elle est abandonnée au profit du site mérovingien implanté au niveau du bourg moderne. La ville antique n'est redécouverte qu'au début du XIXe siècle.
L'ensemble du site archéologique est classé au titre des monuments historiques en 1986.

## Géographie contemporaine et géologie

Relief du site d'Aquis Segeste.

Le site archéologique se trouve à 2 300 m à l'est du bourg de Sceaux-du-Gâtinais, au lieu-dit « le Préau (ou Pré-Haut) du hameau de la Rivière », à l'extrême nord-est dans le département du Loiret. Il est organisé au fond et sur les flancs d'un vallon sec orienté nord-sud, perpendiculaire à la vallée du Fusain.
L'ensemble cultuel et thermal occupe le fond du vallon à une altitude allant de 84 m au niveau du temple à un peu moins de 80 m pour le nymphée et la source supposée l'alimenter. Le théâtre est adossé au flanc oriental, abrupt, du vallon alors que les quartiers résidentiels occupent le plateau prolongeant, par une pente plus douce, le versant occidental. L'altitude des plateaux, de part et d'autre du vallon, s'établit aux alentours de 90 m.
Le substrat géologique consiste en sables et grès de Fontainebleau rupéliens recouverts, sur une grande épaisseur, de calcaire du Gâtinais du Chattien,. Le fond de la vallée sèche qui accueille le sanctuaire est composé d'alluvions récentes.

## Contextes géographique et historique antiques
Aquis Segeste se trouve dans la zone du recouvrement imprécis des territoires des Sénons à l'est et des Carnutes à l'ouest, où elle fait partie d'une constellation de complexes similaires comme Montbouy, Triguères, Bonnée ou Bouzy-la-Forêt. Cette agglomération secondaire était une des cinquante-deux villes d'eau de l'Empire romain mentionnées sur la table de Peutinger.

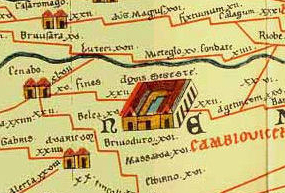
Fragment de la table de Peutinger montrant l'établissement thermal d'Aquis Segeste sur l'itinéraire reliant Cenabum (Orléans) à Agedincum (Sens).

À quelque 500 m au sud du site passe l'ancienne voie romaine d'Agedincum (Sens) à Cenabum (Orléans), localement appelée « chemin de César », empruntant l'itinéraire suivant : Sens, Les Masures (Villeroy), Saint-Valérien, Montacher-Villegardin, Villegardin, Mardeleuse, Jouy, Les Bordes, Bouttencourt, Petit-Bouttencourt, Bransles, Dordives, Le Pont-de-Dordives (Château-Landon), Sceaux-du-Gâtinais, Batilly-en-Gâtinais, Nancray-sur-Rimarde, traversée de la forêt d'Orléans via Ingrannes (peut-être Fines sur la table de Peutinger), Orléans. Cette voie d'orientation générale est-ouest reste un élément structurant du paysage contemporain car son tracé subsiste sur de longues sections sous forme de routes, chemins, limites parcellaires ou communales.

## Toponymie
Ce site ne doit pas être confondu avec le site homonyme d'Aquae Segetae (Aquis Segete sur la table de Peutinger), ancienne station thermale gallo-romaine située à Moingt, sur le territoire de la commune de Montbrison dans le département de la Loire,.

### La déesse Segeta
La source thermale est dédiée à la déesse Segeta, déesse de la Loire et déesse du peuple ségusiave, probablement également déesse guérisseuse du fait de son association avec les eaux thermales, à ne pas confondre avec la divinité romaine mineure agricole Segetia (ou Segeste).

### Mention de la cité sur la table de Peutinger
La ville apparaît sous le nom d'Aquis Segeste sur la table de Peutinger. Elle est également connue sous le nom reconstitué d'Aquae Segetae, forme non attestée. En 1973, l'ancien nom de la cité est assuré par la découverte in situ de l'ex-voto dédié par un citoyen romain à Segeta, divinité incontestablement gauloise.
D'autres inscriptions dédiées à Segeta ont été trouvées à Bussy-Albieux, Feurs et à Moingt(commune de Montbrison-Moingt dans la Loire), où un ancien site thermal porte le même nom d'Aquae Segetae (noté Aquis Segete sur la table de Peutinger) depuis au moins le IVe siècle.

### Inscription dédiée à la déesse Segeta

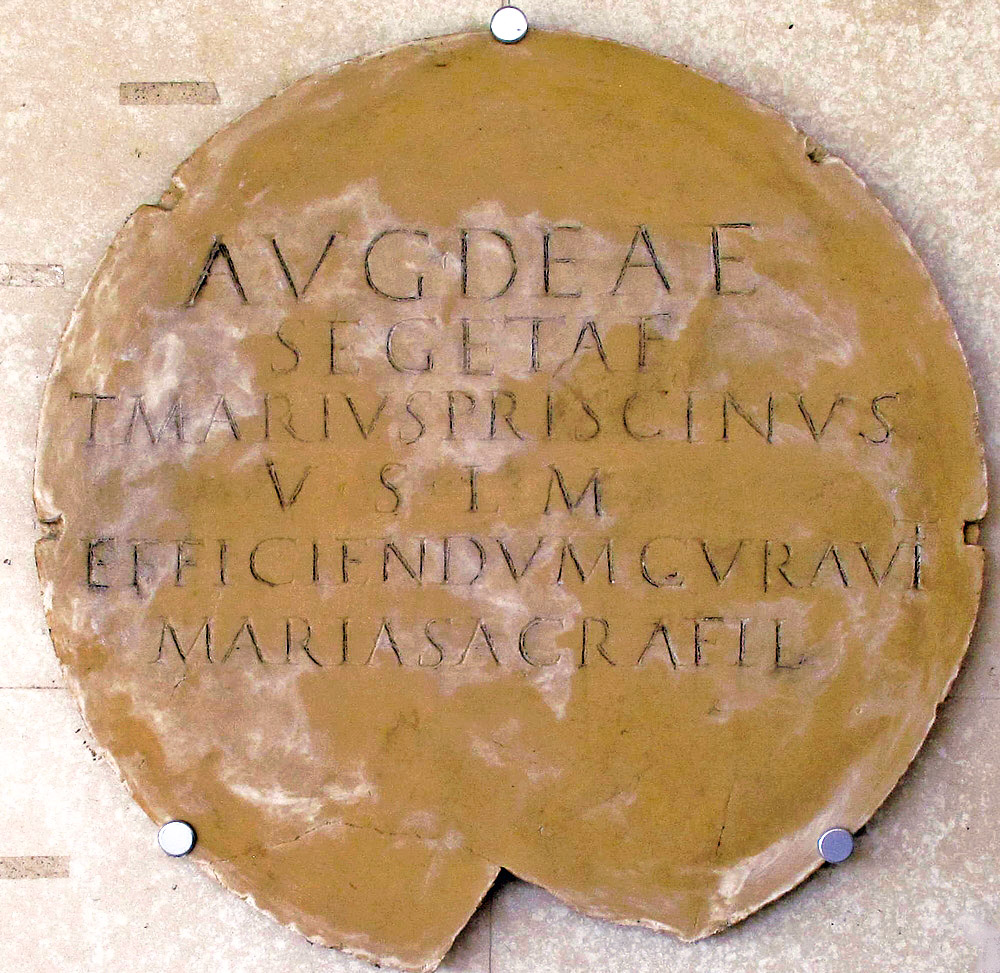
Marbre trouvé sur le site et portant l'inscription à la déesse Segeta.

Une plaque circulaire en marbre rose d'un diamètre de 0,60 m, dont les fragments ont été trouvés sur le site en 1973, a pu être reconstituée. Elle porte l'inscription suivante :
AVG•DEAE
SEGETAE
T MARIVS PRISCINVS
V•S•L•M
EFFICIENDVM CVRAVT
MARIA SACRA FIL
Soit l'inscription complétée : Aug(ustae) deae Segetae T(itus) Marius Priscinus v(otum) s(olvit) l(ibens) m(erito) efficiendum curav(i)t Maria Sacra fil(ia).
Traduction : « À l'auguste déesse Segeta, T. Marius Priscinus s'est acquitté de son vœu de bonne grâce : Maria Sacra, sa fille, a pris soin de le réaliser ».
Le donateur porte les trois noms (tria nomina) des citoyens romains, et sa fille porte des noms latins.

## Histoire

### De la fondation à l'oubli
Le matériel trouvé sur le site montre que son occupation est antérieure à la conquête romaine, mais sa remarquable croissance se fait pendant l'époque des Flaviens (69 à 96), pour atteindre son apogée au IIe siècle, même si son histoire est complexe et semble différente d'un endroit à l'autre du site. Ainsi, les fouilles de 2023 montrent que des habitations, au nord, sont victimes d'un incendie dans la première moitié du IIe siècle avant d'être reconstruites dans un secteur profondément remanié. Les thermes sont très marqués par les dégâts de la fin du IIe siècle, mais le site reprend son élan au début du IIIe siècle avec des remaniements importants. L'invasion de 275 lui marque un nouveau coup d'arrêt, surmonté lors de l'époque constantinienne qui suit. Au IVe siècle elle est détruite ou noyée par la montée des eaux mais ne semble cependant pas totalement abandonnée. Deux cimetières mérovingiens importants découverts dans Sceaux-du-Gâtinais et un troisième repéré à environ 2 000 m au nord-ouest du bourg, indiquent que celui-ci a pris la relève pour ce qui est de l'occupation humaine. Cette tendance se perpétue au Moyen Âge et à l'époque moderne.
Aquae Segetae est oubliée, bien qu'elle soit encore mentionnée sous le nom d'Aquis Segeste sur la carte romaine appelée table de Peutinger où elle est symbolisée, comme d'autres villes d'eau d'importance majeure, par un bâtiment carré fermé sur un bassin central,. Ses ruines semblent exploitées pendant longtemps comme carrière de pierre : Jean-Baptiste Jollois signale que la récupération des pierres se poursuit lorsqu'il rédige son mémoire en 1836.

### Redécouverte et fouilles

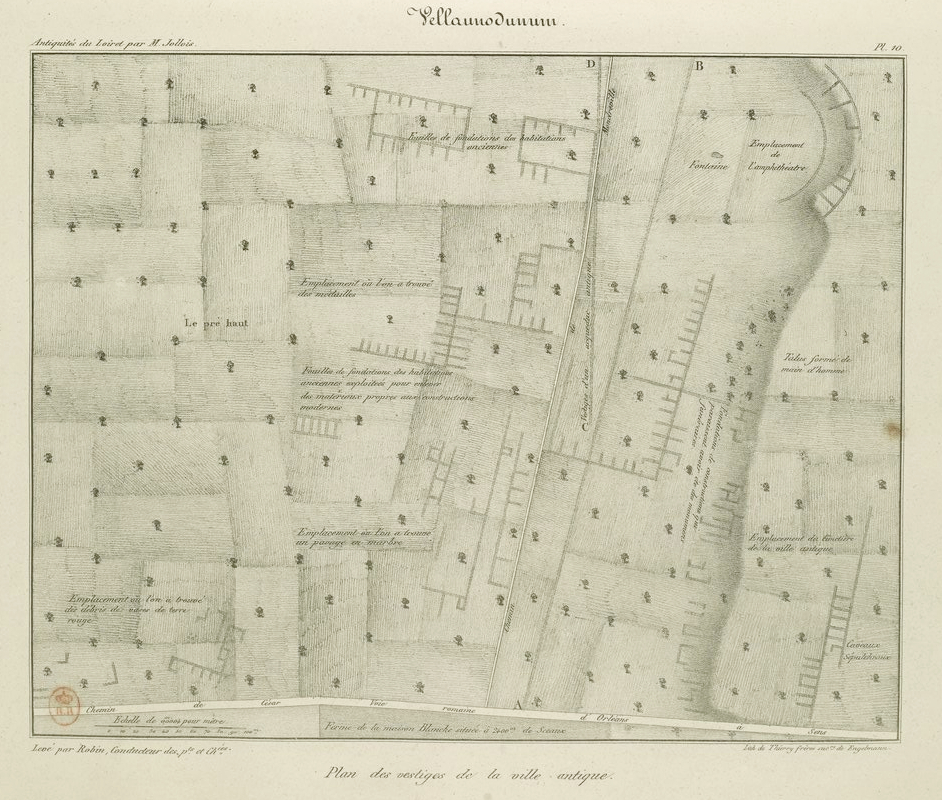
Plan d'Aquis Segeste par J.-B. Jollois en 1836 (nord vers le haut).

Le site est redécouvert au début du XIXe siècle par Jean-Baptiste Jollois, qui l'identifie de façon abusive comme étant Vellaunodunum, un oppidum sénonais mentionné par César dans ses Commentaires sur la guerre des Gaules. Ce lieu n'est en fait pas localisé : sur la base de la table de Peutinger et du nombre d'artéfacts trouvés par ailleurs, certains auteurs ont situé la ville sur le territoire de la commune de Montbouy, la confondant ainsi avec le complexe de sanctuaire de source, temple, fanum et thermes de Craon jouxtant l'amphithéâtre de Chenevières. D'autres hypothèses sont évoquées dans le Loiret : Triguères,, Beaune-la-Rolande, Girolles (hameau de Villon) ou Montargis. Château-Landon, en Seine-et-Marne, est une autre possibilité. En 1873, l'abbé Cosson retrouve le tracé des quelque 25 km d'aqueduc qui conduisaient, en direction du nord-est, les eaux de sources situées entre Quiers-sur-Bezonde et Nesploy jusqu'à Aquae Segetae,.

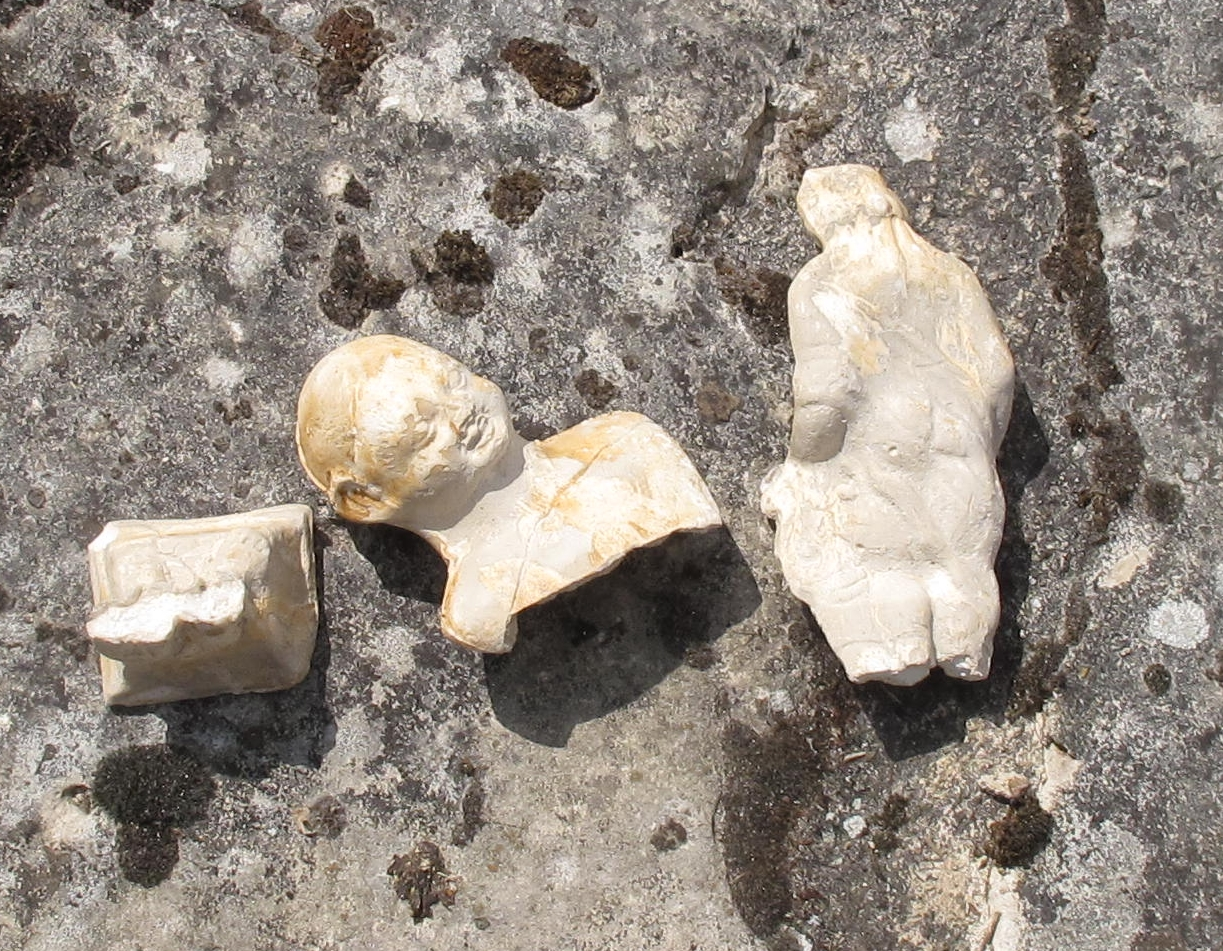
Offrandes votives déposées dans le bassin sacré (moulages d'originaux).

En 1917, Jacques Soyer, archiviste du Loiret, identifie les vestiges du site à l'Aquis Segeste de la table de Peutinger. Des sondages sont réalisés entre 1952 et 1955 par Roland Moufflet mais ces travaux, très mal documentés par un journal de fouilles imprécis, sont difficilement exploitables. Le seuil de la porte ouest du sanctuaire est fortuitement découvert en 1963. Les premières fouilles rigoureuses commencent cette année-là et sont l'occasion d'une seconde redécouverte du site : Michel Roncin dégage le sanctuaire de source. De 1966 à 1976, les fouilles sont réalisées par une équipe de la Société d'émulation de Montargis complétée par des bénévoles. Les premières prospections aériennes ont lieu en 1971. En 1973, on trouve dans le nymphée l'ex-voto citant la déesse Segeta, qui permet de clore définitivement le débat quant à l'attribution de ce nom au site,.
De 1976 à 1985, le site est inondé et les fouilles en conséquence arrêtées, la sécheresse ayant entraîné la résurgence de la nappe phréatique. La commune de Sceaux-du-Gâtinais, le Ministère de la Culture, l'association Segeta et l'Association pour les fouilles archéologiques nationales (AFAN), s'allient de 1985 à 1988 pour installer une station permanente de pompage et en profitent pour faire protéger le site, qui est classé monument historique le 9 décembre 1986. Pendant les six années suivantes, l'université d'Orléans devient partenaire du ministère de la Culture, de l'association Segeta et de l'AFAN, pour fouiller le site et plus précisément le sanctuaire de source, aboutissant entre autres à la découverte de thermes de cure accolés au sanctuaire. Jusqu'au début des années 1990, les photographies aériennes réalisées par Daniel Jalmain permettent de compléter la connaissance du site en révélant de nouvelles structures. De 2000 à 2005, le Ministère de la Culture, l'AFAN et l'Institut national de recherches archéologiques préventives (INRAP) travaillent à la mise en valeur du site et à des travaux de restauration. Des sondages et études géophysiques sont également effectués sur les thermes du sud. Les fouilles à proprement parler sont reprises en 2005.
En 2023, en préalable à la construction d'un bâtiment devant abriter un musée, le nord du site fait l'objet d'une prospection par radar à pénétration de sol. Les résultats obtenus conduisent à la réalisation de fouilles préventives sur une partie du site prospecté.

## Description

### Voirie et habitations
Aquis Segeste comprend l'ensemble classique des lieux cultuels et culturels gallo-romains centrés sur une source : un sanctuaire abritant une source sacrée, des thermes et un théâtre. Ce site particulièrement développé inclut aussi des îlots urbains, des ateliers d'artisans, une nécropole et une aire cultuelle et funéraire. Le tout se déploie sur 25 hectares, dont 15 hectares d'espace urbanisé.
Commençant à la voie romaine, le cardo s'en éloigne à la perpendiculaire vers le nord sur un peu plus de 700 mètres. À 150 mètres à sa droite, vers l'est, on passe d'abord devant la nécropole qui s'étend en longueur vers le nord à partir de la voie romaine. Ensuite viennent 9 hectares de l'enceinte sacrée de 200 m de longueur sur 75 m de largeur, également orientée approximativement nord-sud. Dans son prolongement se trouve le sanctuaire de source, de même largeur pour un peu moins de 100 m de long. Sur son côté nord s'élevait le fanum et, immédiatement au coin nord-est du sanctuaire, le théâtre. Au nord de cet ensemble s'étend une large aire cultuelle et funéraire.
Sur le côté gauche du cardo, vers l'ouest, on trouve d'abord une zone de bâti non identifié. Une voie de passage perpendiculaire au cardo (équivalent à une partie ouest de decumanus) la sépare d'une zone de 12 hectares aménagée à la manière romaine et densément occupée : des îlots résidentiels, coupés de rues à angle droit, s'organisent autour d'un place rectangulaire de 50 m de large sur 100 m de long environ.

### Sanctuaire de source

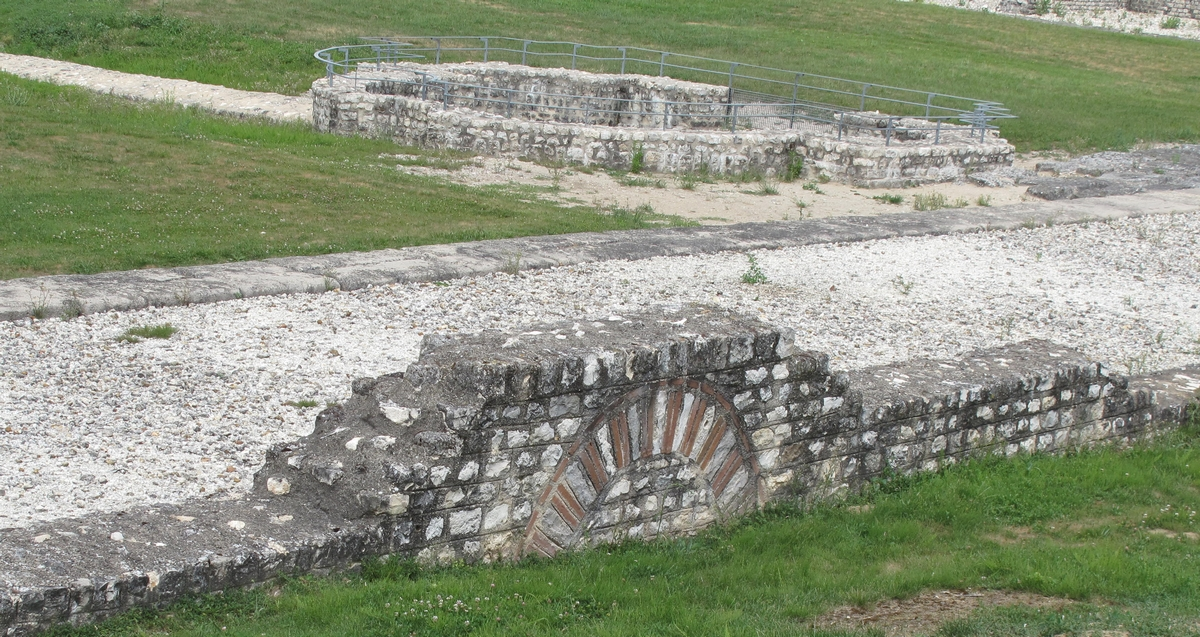
Arc de décharge surmontant une entrée le long du péribole sud, avec le nymphée en arrière-plan.

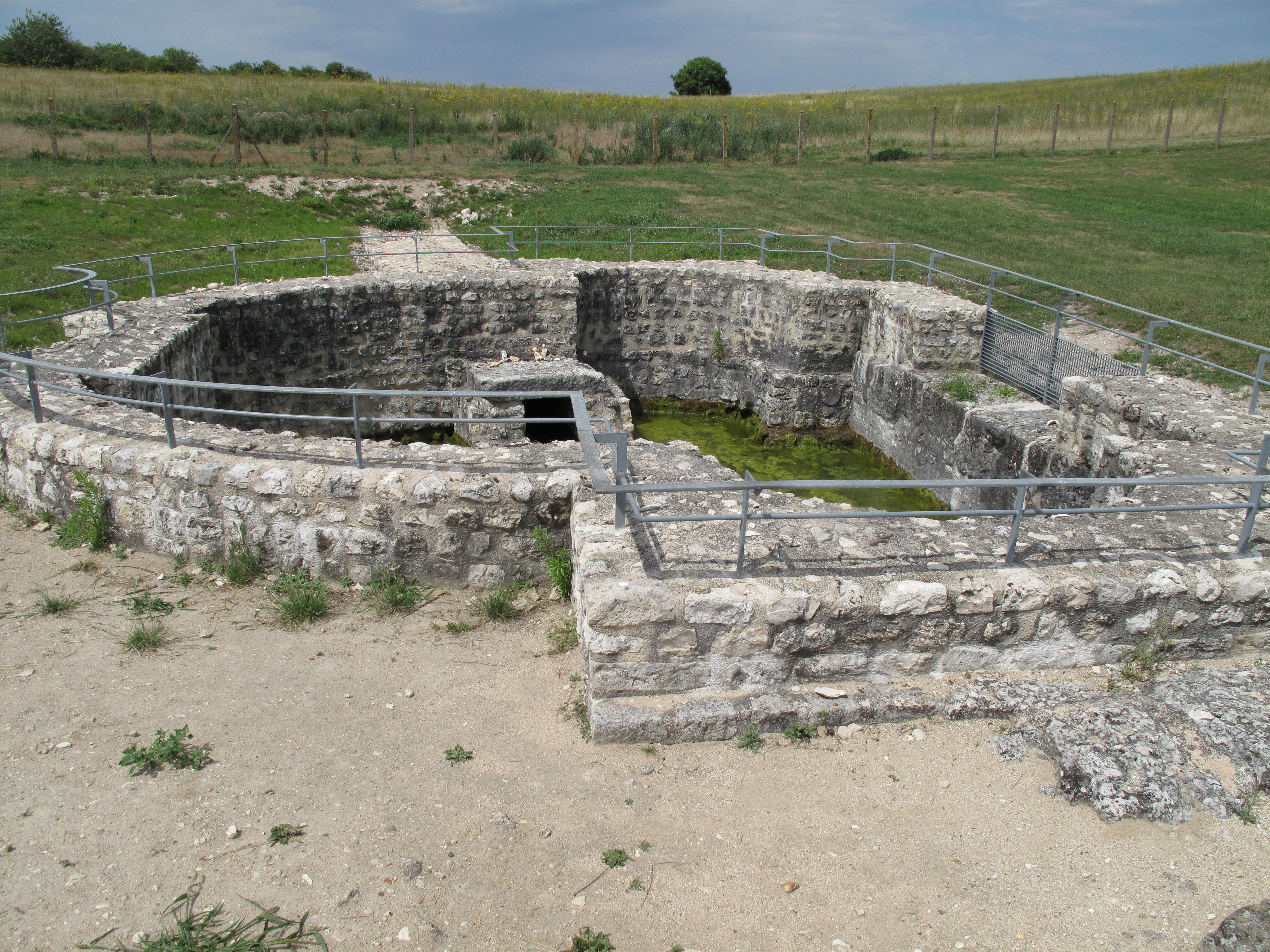
Le nymphée, bassin sacré alimenté par une canalisation orientée nord-sud.

Le sanctuaire de source, clos par un péribole, était bâti autour d'une grande cour ouverte de 75 m de large sur 100 m de long, entourée d'un portique à colonnade formant galerie. Les seuils de ses deux portes d'accès dans la façade sud, larges de 5 m chacune, sont toujours en place. L'entrée occidentale est encore surmontée d'un arc de décharge alternant pierre et briques. Une partie des murs est et ouest en retour ont été mis au jour. Ces deux ailes, organisées en galeries, abritaient des pièces dont l'usage est encore mal déterminé, si ce n'est qu'elles abritaient des activités liées aux besoins des pèlerins : échoppes d'artisans, salles de soins ; sur le côté ouest, l'une d'elles semble avoir été occupée par un tabletier fabriquant des ex-votos, une autre par un artisan travaillant l'os (présence d'aiguilles à coudre), une troisième par une activité de soins possible (guérisseur ophtalmologiste travaillant sur la cataracte ?). Dans l'une d'elles, on a retrouvé un grand nombre de coquilles d'huîtres (restauration ou travail de la nacre ?). Pour l'une des deux boutiques attenantes à celle de l'oculiste, d'autres sources suggèrent des activités de bronzier.
La source sacrée jaillissait au milieu du sanctuaire de source. Son eau était canalisée jusqu'au nymphée, puis, traversant l'enceinte sud du sanctuaire, elle alimentait les thermes curatifs situés de l'autre côté du péribole. Le nymphée est situé dans l'enceinte du sanctuaire de l'eau, près du côté sud : il a été fouillé en 1973, dégageant le premier nymphée polylobé antique connu en France. Il était abrité dans une construction à abside. L'eau de la source était ferrugineuse, mais des analyses modernes n'ont révélé aucune propriété particulière. Dans le bassin et ses alentours, des offrandes votives et des ex-voto étaient déposés par les pèlerins. Parmi ceux retrouvés, la nature de beaucoup d'entre eux suggère des demandes à la divinité concernant la fertilité, des problèmes de stérilité, ou postnataux (risus ou petit buste d'enfant rieur, divinité féminine sortant de l'eau) cependant, une offrande pouvait aussi bien être une prière à la déesse que l'expression de la gratitude pour ses bienfaits ou objets en métal évoquant la partie du corps à faire soigner.

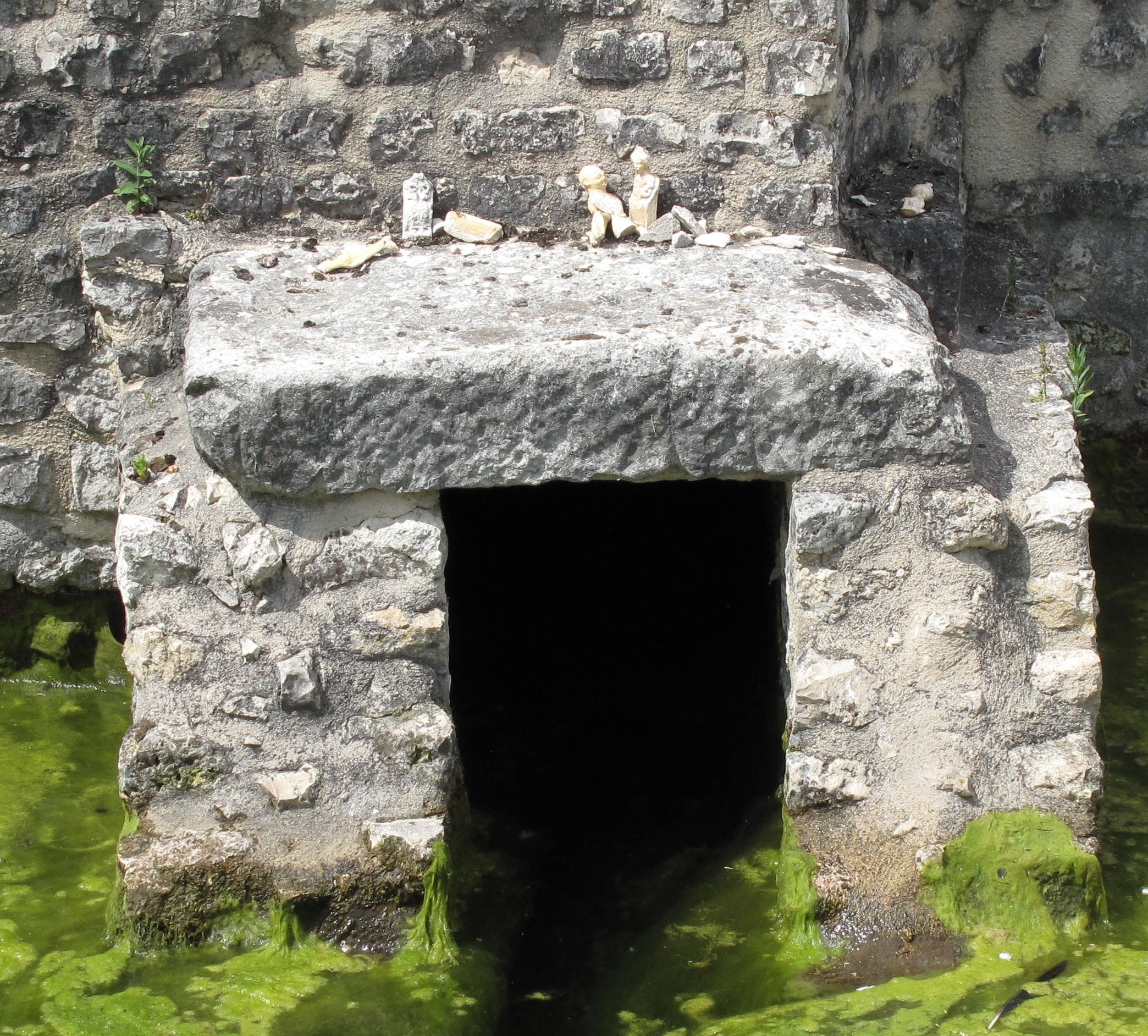
Offrandes votives dans le nymphée au-dessus de l'arrivée de la canalisation nord.
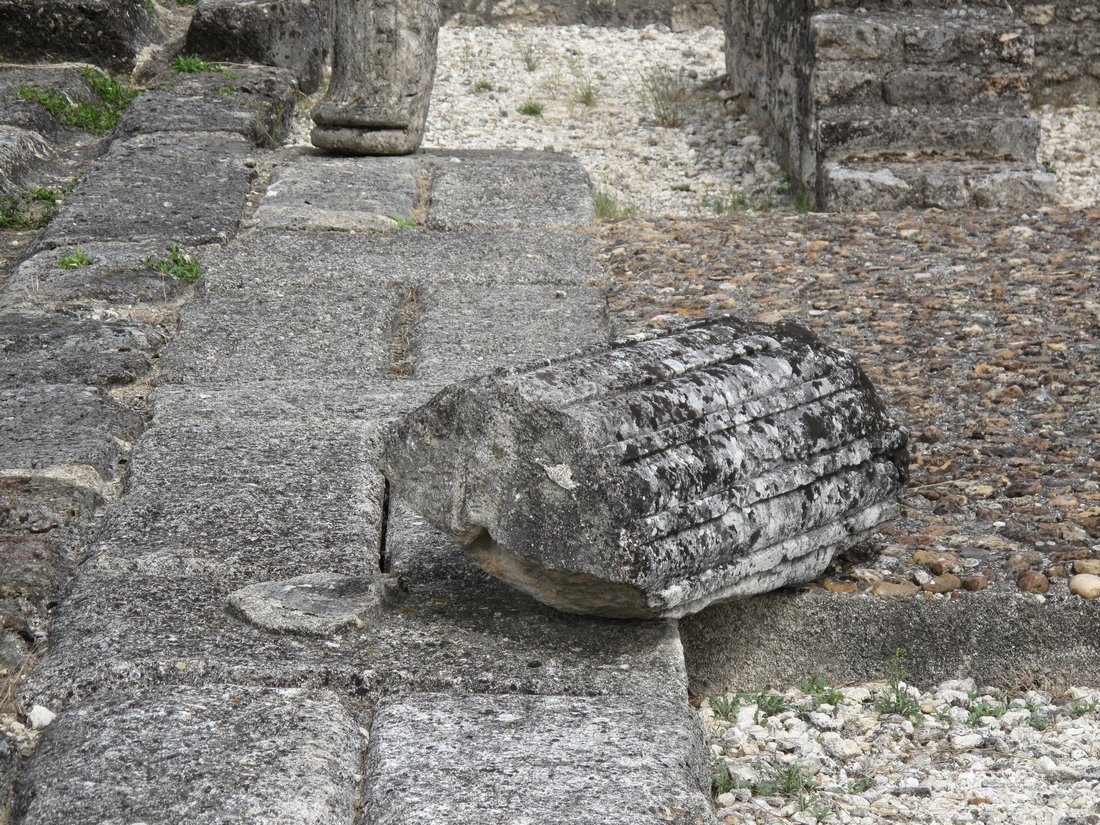
Structure longue sud. La colonne témoigne d'une galerie.
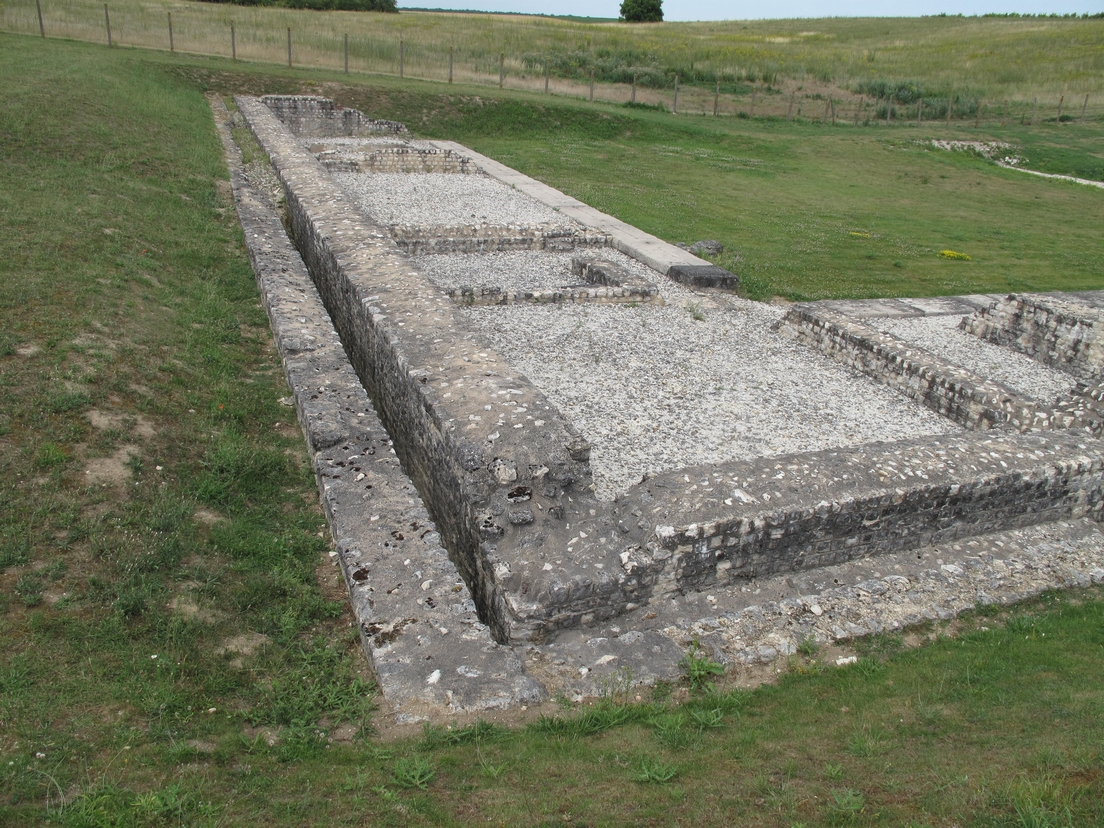
Boutiques ou réserves latérales ouest.
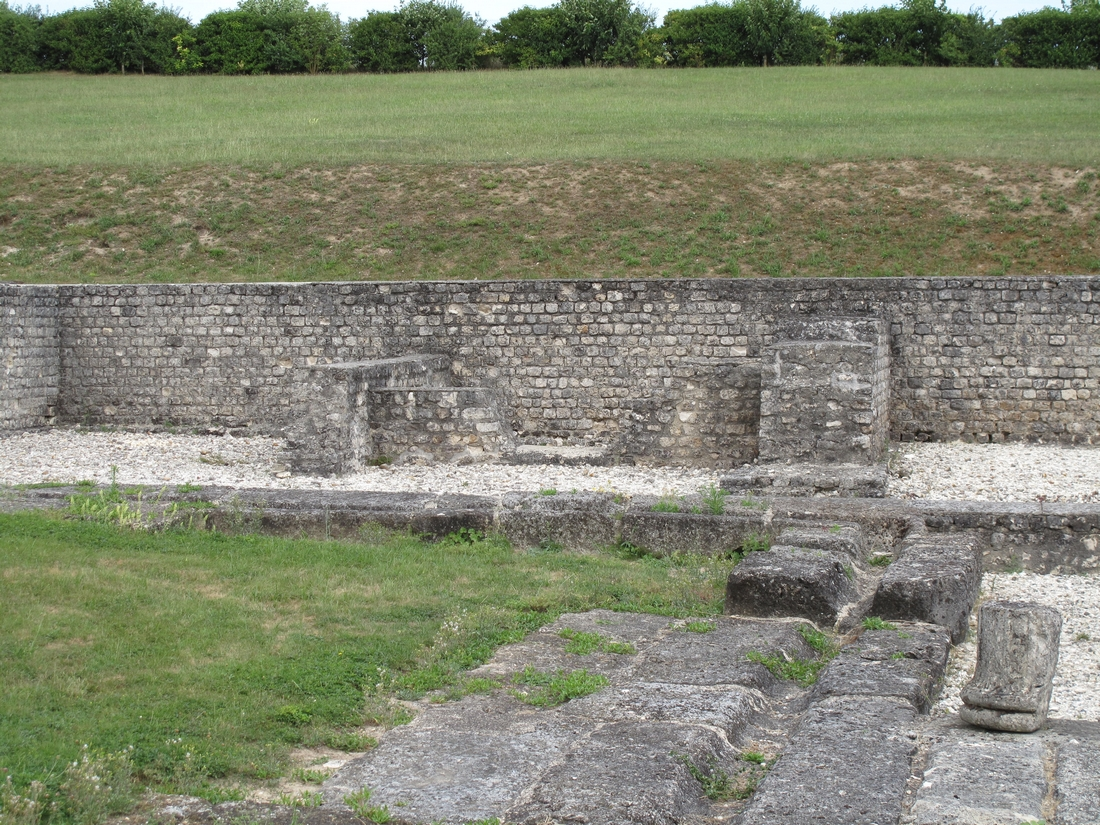
Boutiques ou réserves latérales est.
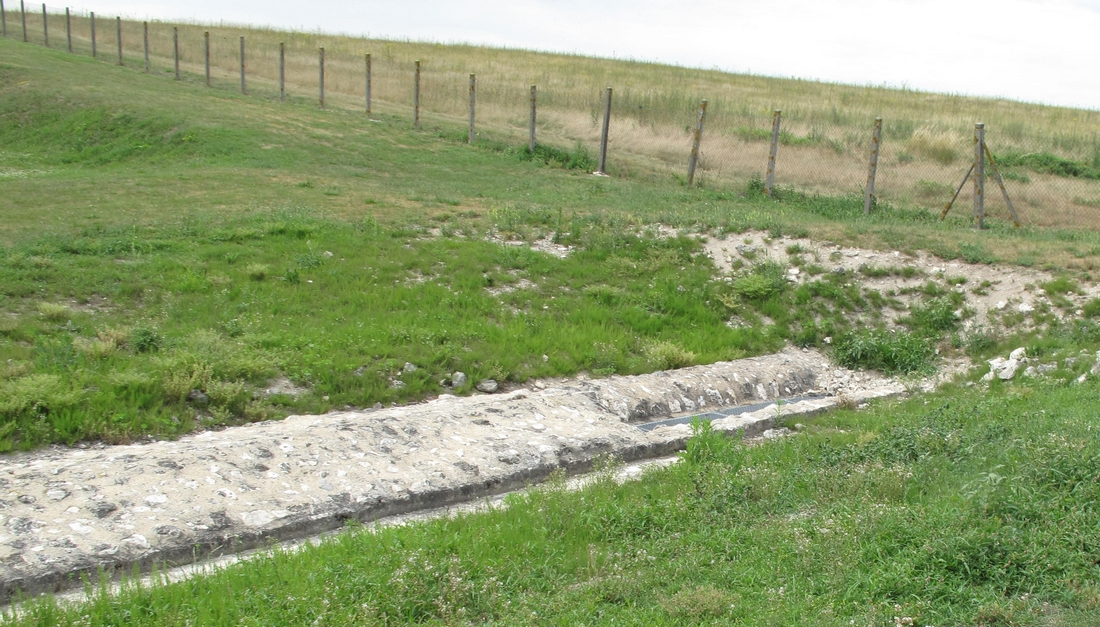
Canalisation souterraine de la source vers le nymphée, extrémité nord.

### Thermes
L'enceinte sacrée, accolée au sud du sanctuaire de source, incluait deux complexes thermaux. L'un de ces bains, à caractère thérapeutique, situé contre le côté sud du sanctuaire de source, était alimenté par un canal en provenance directe du nymphée. Les fouilles y ont mis au jour des ex-voto qui y étaient déposés comme dans le nymphée, puisque l'eau n'y était pas moins sacrée. Ont également été découverts l'hypocauste, le caldarium, le couloir desservant et le frigidarium attenant. L'autre établissement de bains, plus grand, était situé à 300 m au sud du premier mais toujours dans l'enceinte sacrée ; il était destiné au public. Un aqueduc de près de 25 km de long amenait jusqu'aux thermes l'eau des sources de Quiers-sur-Bezonde.

### Édifices de spectacles

Emprise approximative du théâtre.

Le théâtre (48° 07′ 00,4″ N, 2° 37′ 23,61″ E) adossé au coteau et tourné vers l'ouest, mesure 104 m de diamètre ; il peut accueillir de 13 000 à 14 000 spectateurs. L'arc de cercle de sa cavea est clairement visible sur les photos aériennes. À terre, il est signalé par des débris de matériaux de construction.
Le mur périmétral est scandé extérieurement de contreforts. Intérieurement, il est doublé par un autre mur, l'ensemble supportant peut-être un portique au niveau supérieur, ce que semble attester la découverte de fragments de tuiles et de morceaux de bois carbonisés. Quatre vomitoires desservent la cavea, par ailleurs séparée en deux série de gradins, hauts et bas, par un mur semi-circulaire. Un autre mur sépare la cavea de l'orchestra ; il est percé, en son milieu, d'une petite ouverture permettent d'accéder à une petite pièce carrée située sous les gradins et qu'Albert Grenier interprète comme un tombeau. Le mur de scène est localisé.
Au sud-ouest du sanctuaire, en limite ou en-dehors de la zone urbanisée, une anomalie de terrain suggère la présence d'un amphithéâtre mais, en l'absence de fouilles ou de prospections dans ce secteur, l'hypothèse ne peut pas être vérifiée.

### Fanum
Les prospections réalisées par radar à pénétration de sol dans la partie septentrionale du site en 2023 mettent en évidence l'existence d'au moins deux temples successifs.
L'un d'entre eux, mieux caractérisé, est de type fanum. Il est situé au milieu du mur nord de l'enceinte sacrée, sensiblement à la rencontre de l'axe nord-sud du sanctuaire et de l'axe est-ouest du théâtre. Il est bâti sur un plan carré et entouré d'une galerie. Des ex-voto étaient placés sur ses murs. La partie centrale d'un fanum, la cella, abrite habituellement la statue de la divinité honorée. Ici, en l'absence du fouilles, cette divinité n'est pas connue et les caractéristiques précises du temple restent à déterminer. Un demi-buste d'Apollon (dont la médecine est une des nombreuses attributions) ou de Mercure a cependant été trouvé près du nymphée. Cette découverte n'apporte toutefois pas de réponse décisive, les bâtiments d'un sanctuaire n'étant pas obligatoirement en lien direct avec les temples et les divinités tutélaires pouvant être différentes.

## Mise en valeur
Le site est ouvert au public lors des week-end de l'été, et des événements tels que les Journées européennes de l'archéologie ou les Journées européennes du patrimoine.
Le 10 juin 2025, la  première pierre d'un musée dédié au site, situé en bordure nord-ouest de ce dernier et qui doit ouvrir en 2027, est posée

#### Publications spécifiquement consacrées au site d'Aquis Segeste
- Étienne-Théodore Cosson, « Recherches et fouilles archéologiques sur le territoire de la commune de Sceaux en un lieu nommé le Pré-haut », Mémoires de la Société archéologique de l'Orléanais, t. XII,‎ 1873, p. 229-244 (lire en ligne).
- Anastasia Delécolle, « Dans les coulisses du site archéologique et du futur musée de Segeta », Archéologia, no 620,‎ mai 2023, p. 54-61.
- Roger Dupré, Sceaux-du-Gâtinais - un passé de prestige, association Segeta, 1997, 128 p. (ISBN 978-2-9511-8070-3).
- Jocelyne Vilpoux, « Sceaux-du-Gâtinais », dans Agglomérations secondaires antiques en Région Centre (supplément à Revue archéologique du Centre de la France, no 17), vol. 1, Tours, Fédération pour l'édition de la Revue archéologique du Centre de la France, 1999, p. 211-216.

#### Autres publications
- Christian Cribellier, « Trois siècles de découvertes et trois décennies de recherches sur les agglomérations antiques de la région Centre », Supplément à la Revue archéologique du Centre de la France, no 42,‎ 2012, p. 9-25 (lire en ligne).
- Isabelle Fauduet, Les temples de tradition celtique en Gaule romaine, Paris, Éditions Errance, 1993, 159 p. (ISBN 2-8777-2074-8).
- Jean-Baptiste Prosper Jollois, Mémoire sur les antiquités du département du Loiret, [l'auteur], 1836, VIII et 180 p. (lire en ligne).
- Michel Provost, Carte archéologique de la Gaule : le Loiret (45), Académie des inscriptions et belles-lettres, 1995, 249 p. (ISBN 978-2-8775-4004-9, lire en ligne).